# Роло (Франция)
Роло̀ (на френски: Rollot) е село в северна Франция, част от департамента Сом на регион О дьо Франс. Населението му е около 750 души (2015).
Разположено е на 104 метра надморска височина в Парижкия басейн, на 22 километра северозападно от Компиен и на 43 километра югоизточно от Амиен. Селището се споменава за пръв път през 1206 година, а през XVIII век става известно с характерното местно сирене.

## Известни личности
Родени в Роло
- Антоан Галан (1646 – 1715), ориенталист